# Устшеш
Устшеш (пол. Ustrzesz) — село в Польщі, у гміні Радинь-Підляський Радинського повіту Люблінського воєводства. Населення — 575 осіб (2011).

## Історія
У часи входження до складу Російської імперії належало до Радинського повіту Сідлецької губернії.
За даними етнографічної експедиції 1869—1870 років під керівництвом Павла Чубинського, у селі переважно проживали польськомовні римо-католики, меншою мірою — українськомовні греко-католики.
У 1975—1998 роках село належало до Білопідляського воєводства.

## Демографія
Демографічна структура станом на 31 березня 2011 року:
|          | Загалом | Допрацездатний вік | Працездатний вік | Постпрацездатний вік |
| -------- | ------- | ------------------ | ---------------- | -------------------- |
| Чоловіки | 269     | 53                 | 185              | 31                   |
| Жінки    | 306     | 57                 | 158              | 91                   |
| Разом    | 575     | 110                | 343              | 122                  |